# Celia Rose Gooding
Celia Rose Gooding (/ˈsɛliə/; nacida el 22 de febrero de 2000) es una actriz y cantante estadounidense. Hizo su debut en Broadway y saltó a la fama por el papel de Mary Frances "Frankie" Healy en el musical de rock Jagged Little Pill, por el que ganaron un premio Grammy en 2021 al mejor álbum de teatro musical y fueron nominada a un premio Tony en 2020 en la categoría de Mejor Actriz en un Papel Destacado en un Musical, convirtiéndose en una de las nominadas más jóvenes en la categoría a los 20 años. Su madre es LaChanze, actriz, cantante y bailarina estadounidense. Gooding interpreta el papel de Nyota Uhura en la serie original de Paramount+ Star Trek: Strange New Worlds (2022-presente).

## Primeros años
Gooding se crio en Nueva York. Sus padres son la actriz, cantante y bailarina LaChanze, y Calvin Gooding, quien falleció en los ataques del 11 de septiembre. Tiene una hermana, Zaya.
Gooding asistió a la Escuela Hackley en Tarrytown, Nueva York, con su hermana y se graduó con honores en artes escénicas. De vez en cuando se ausentaban de la escuela secundaria para hacer lecturas para el musical Jagged Little Pill, en el que también participaron. En el taller, durante su tercer año, tenían tres horas de tutoría por la mañana antes de los ensayos, para reemplazar la escolarización regular. Su proyecto sénior giró en torno a su participación en la prueba del programa fuera de la ciudad al final de su último año. Su otra formación incluyó estudiar danza en el Instituto Alvin Ailey y estudiar actuación y cine con especialización en Shakespeare en el Conservatorio Berridge en Normandía.